# S Group
S Group — крупнейшее финское кооперативное объединение, объединяющее 20 региональных и 8 локальных кооперативов по всей Финляндии. Членами кооператива являются 2,2 млн пайщиков (на 2018 год). Головной офис расположен в Хельсинки. S Group включает в себя дочерние предприятия на рынках продовольственных товаров, товаров длительного пользования, автосервиса, гостиничных и ресторанных услуг. Является основным конкурентом Kesko.
Группа также ведёт бизнес в Финляндии и Эстонии.

## История
С принятием в Финляндии закона о кооперативах в начале XX века в каждом муниципалитете стали появляться кооперативы. В 1904 возникло объединение нескольких кооперативов SOК, ставившее своей целью координацию закупок, обучение своих членов и надзор. Первыми предприятиями стали мясокомбинат и трикотажная фабрика. В 1919 году открылся первый корпоративный университет, действующий сейчас как Jollas Instituutti. В 1920-40 годы S-Group стал заметным игроком в финской экономике. После Второй мировой войны S-Group стала массово возводить универмаги Sokos и отели Sokos Hotels. В 1952 году к Летним Олимпийским играм, проходившим в Хельсинки, был открыт первый отель Sokos. В 1980-е сформировалась современная структура кооперативов, а S-Group вышла на новые рынки, такие как торговля сельхозоборудованием, аграрной продукцией, автомобилями. 1995 году открылся первый отель Sokos Hotel Viru в эстонском Таллине
С 2009 года у S-Group есть совместное предприятие с энергокомпанией St1 в сфере ветроэнергетики — TuuliWatti. Ветропарки компании имеют установленную мощность 441 МВт и в 2019 году произвели 1,3 ТВт·ч энергии, что составило 20% потребления электроэнергии в Финляндии.

## Активы
S Group управляет пятью различными сетями супермаркетов:
- Sale[англ.] — сеть небольших продуктовых магазинов, в основном расположенных в сельской местности, небольших городах и пригородах с акцентом на сервис. Магазины часто предоставляют только повседневные продукты. В Финляндии около 240 магазинов.
- Alepa[англ.] — это эквивалент Sale в регионе Большой Хельсинки — в Хельсинки и соседних городах около 110 магазинов Alepa.
- S-market — крупные супермаркеты с лучшим выбором товаров для продажи и часто с дополнительными услугами. Это крупнейшая сеть супермаркетов S Group, насчитывающая около 400 магазинов по всей Финляндии.
- Prisma — сеть гипермаркетов, насчитывающая около 90 магазинов в Финляндии и Эстонии. Ранее сеть также работала в Латвии, Литве и России.
- Food Market Herkku — крупнейший продовольственный рынок, работающий в финской столичной области (Хельсинки, Эспоо, Вантаа), Турку и Тампере.

## Финансовые показатели
Выручка в 2018 году составила более 11,5 млрд евро. Наибольшую выручку генерируют подразделения S-market (49 %) и 39 % Prisma.
В концерне работают 42 тысячи сотрудников, на рынке товаров повседневного спроса в 2018 году S-Group покрывала 46 % в масштабе страны, а прибыль за первое полугодие 2019 года составил 154 миллиона евро. На протяжении ряда лет проводит политику по снижению цен на продукты питания.